# Яблоня азиатская
Я́блоня азиа́тская (лат. Malus asiatica) — листопадное дерево, вид рода Яблоня (Malus) семейства Розовые (Rosaceae).
Вид хорошо известных в Китае фруктовых деревьев. Культивируется с давних времён, известны многие сорта, плоды которых отличаются формой, размером, цветом, и сроком созревания. Дерево интродуцировано в США.
Растение распространёно преимущественно на севере и северо-востоке Китая встречается на территориях: Ганьсу, Гуйчжоу, Хэбэй, Хэнань, Хубэй, Цзянсу, Ляонин, Внутренняя Монголия, Цинхай, Шэньси, Шаньдун, Шаньси, Сычуань, Синьцзян, Юньнань, Чжэцзян.
Произрастает на открытых склонах, предпочитает песчаные почвы, достигает высот до 2800 метров над уровнем моря.

## Ботаническое описание

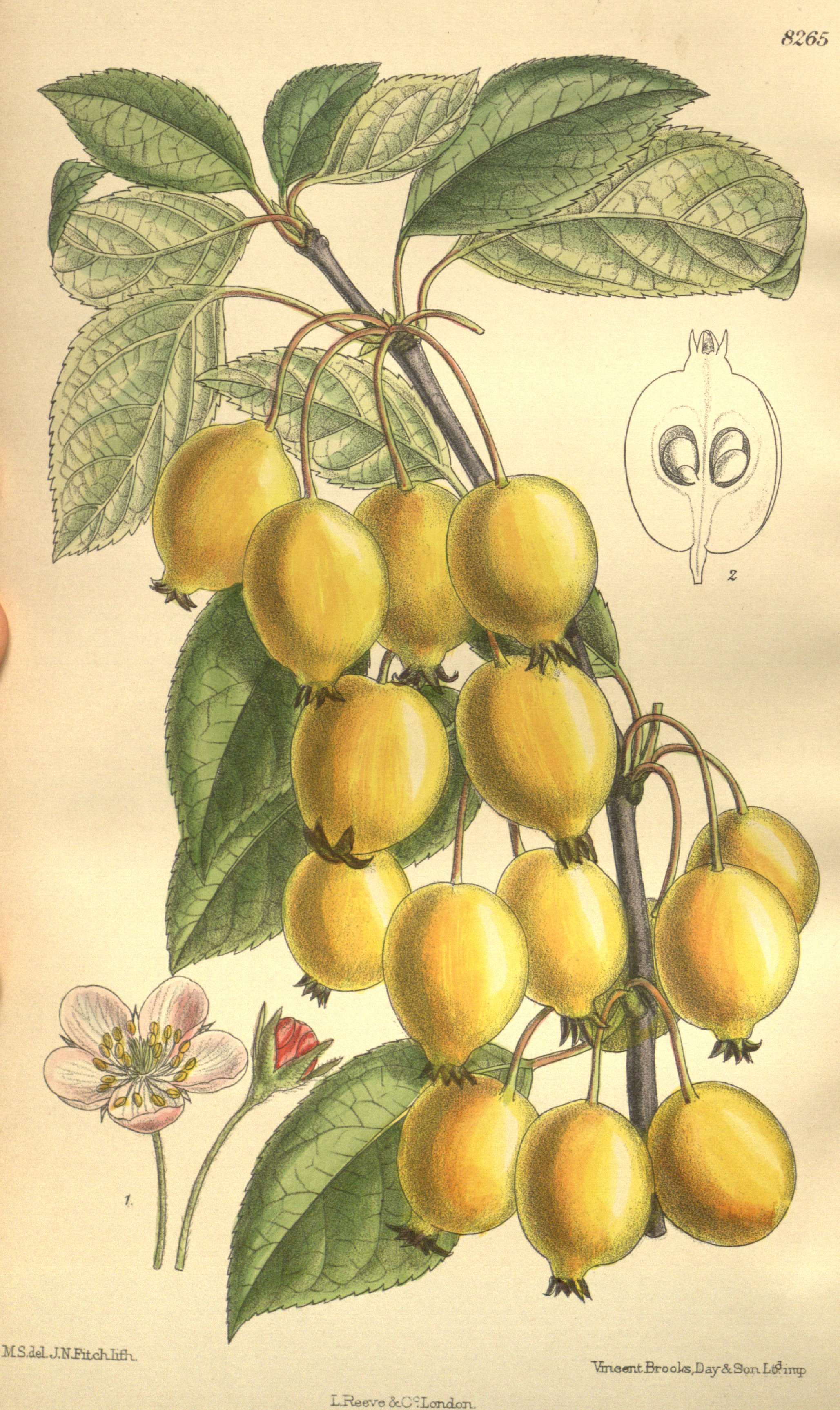
Ботаническая иллюстрация из «Curtis's Botanical Magazine», 1909.

Небольшое дерево высотой 4—6 м. Кора пурпурно-коричневая, ветви прочные, круглые в сечении. Почки серовато-красного цвета, яйцевидные. Прилистники опадающие, ланцетовидные, мелкие, 3—5 мм, молодые с заострённой верхушкой; длина черешков 1,5—5 см; листья яйцевидные или эллиптические, длиной 5—11 см и шириной 4—5,5 см, пластинка округлая или широко клиновидная, по краю мелкозубчатая, вершина заострённая. Прицветники опадающие, ланцетовидные, перепончатые, опушённые, c немного заострённой верхушкой. Длина цветоножки 1,5—2 см. Диаметр цветков составляет 3—4 см. Чашелистики продолговато треугольные с заострённой верхушкой, 4—5 мм, немного длиннее гипантия. Лепестки светло-розовые, обратнояйцевидной или продолговато-обратнояйцевидной формы, 0,8—1,3 см, вершины округлые. На цветок приходится 17—20 тычинок разной длины, но короче лепестков. Пыльца красная. Длина плодоножки 1,5—2,5 см. Цветёт с апреля по май. Плоды созревают к августу или сентябрю.

## Систематика
В некоторых источниках предполагается гибридное происхождение данного вида. Например, Malus ×asiatica = Malus prunifolia × Malus sieversii.

### Синонимы
- Malus domestica var. asiatica (Nakai) Ponomar.
- Malus domestica var. rinki (Koidz.) Ohle
- Malus dulcissima var. asiatica Koidz.
- Malus dulcissima var. rinki (Koidz.) Koidz.
- Malus matsumurae Koidz.
- Malus prunifolia var. rinkii (Koidz.) Rehder[6]
- Malus pumila var. rinki Koidz.
- Malus ringo Siebold ex Carrière[7]
- Pyrus matsumurae (Koidz.) Cardot
- Pyrus ringo Wenz.[8]

### Разновидности
- Malus asiatica f. lutea Asami
- Malus asiatica f. rubra Asami
- Malus asiatica f. yamamoto Asami
- Malus asiatica var. rinkii (Koidz.) Asami